# Corral de Almaguer
Corral de Almaguer là một đô thị trong tỉnh Toledo, Castile-La Mancha, Tây Ban Nha. Dân số 5.549 người và diện tích 329 km², mật độ 16,9/km².